# Via de' Neri
Via de' Neri è una strada del centro storico di Firenze. La strada corre da via de' Benci (canto degli Alberti) fino alla piazza del Grano, dove convergono via de' Castellani, via della Ninna e via dei Leoni. Lungo il tracciato si innestano: via delle Brache, via de' Rustici, via della Mosca, via di San Remigio, via dell'Osteria del Guanto e via del Castello d'Altafronte.

## Storia
La via prende il nome dalla famiglia fiorentina dei Nori, storpiato poi in Neri, che in questa strada aveva le sue case. Apparteneva alla famiglia per esempio Francesco Nori che salvò la vita a Lorenzo de' Medici durante la Congiura dei Pazzi, facendo scudo con il suo corpo e morendo per le ferite riportate: per questo gli fu concesso l'onore di essere sepolto nella basilica di Santa Croce sotto alla Madonna del Latte di Antonio Rossellino, addossata al primo pilastro di destra; vi si legge un'indulgenza speciale concessa da papa Leone X, figlio proprio del Magnifico. La famiglia dei Nori si estinse nel 1631 con Francesco di Vincenzo Nori, vescovo di San Miniato. Altri studiosi separano i casati dei Nori e dei Neri (di cui fece parte san Filippo Neri), che entrambi ebbero le loro case lungo la strada, i primi vicino a via de' Rustici, i secondi più presso la loggia del Grano.
Sono ugualmente attestate le precedenti titolazioni di via del Canto degli Alberti, dalla torre e dalle altre proprietà di questa famiglia poste lungo l'attuale via de' Benci dalla quale il tracciato si origina, e di via della piazza del Grano, per il tratto finale, in relazione alla loggia che ne segna l'angolo con via de' Castellani. Nella pianta di Firenze delineata da Ferdinando Ruggieri nel 1731 tutta la porzione dopo via della Mosca è segnalata con il nome di via del Leone, in evidente riferimento alla vicina via dei Leoni, mentre il primo tratto reca la denominazione di via de' Neri. Lo stesso vale per tutte le piante cittadine consultate, fino agli anni di Firenze Capitale (1865-1871).

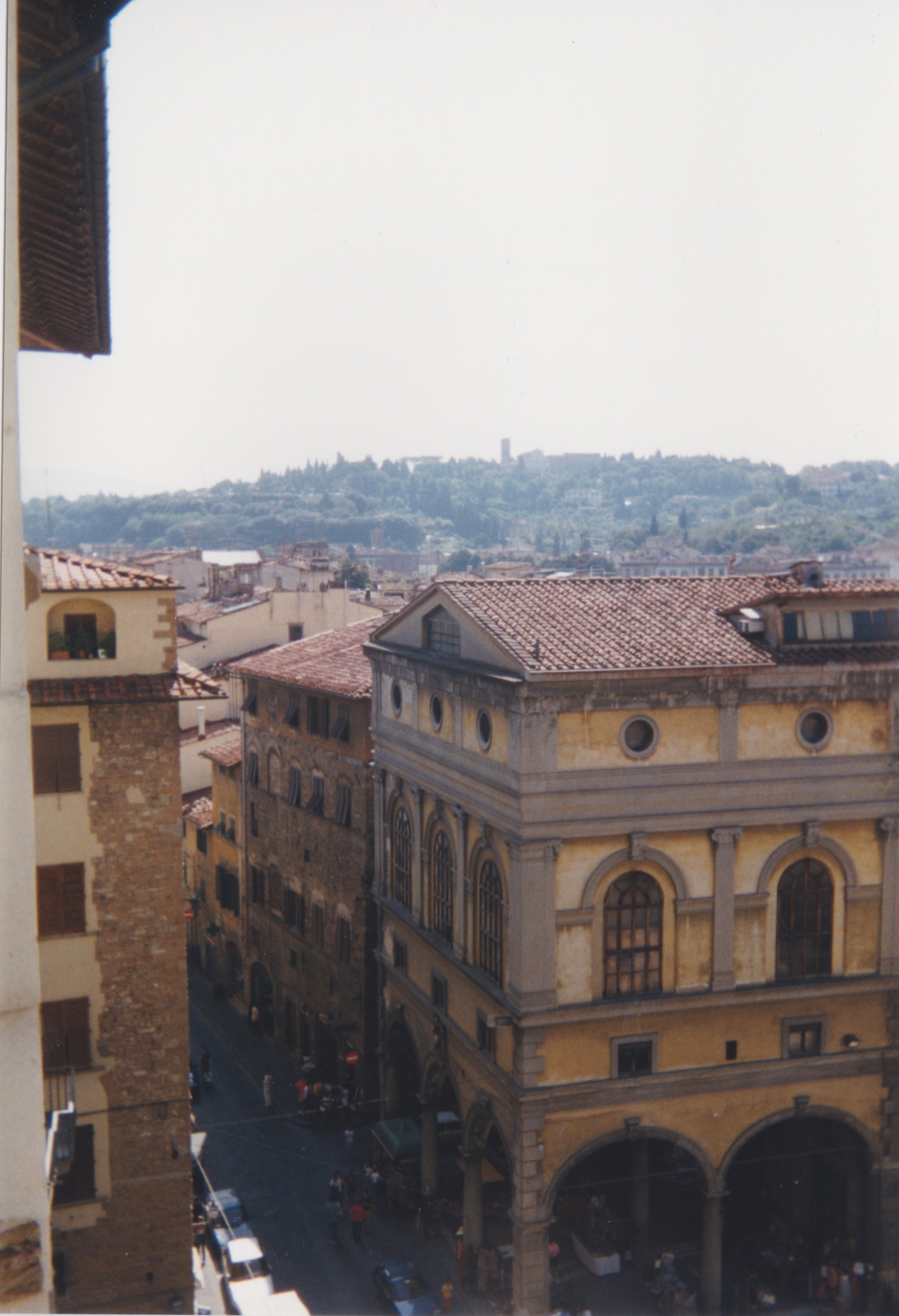
L'inizio di via de' Neri visto da palazzo Vecchio, nel 1999

Il distinguere questi due diversi tratti è ampiamente giustificato dall'andamento non rettilineo della strada, con un evidente rapporto tra l'antica via de' Neri e via della Mosca dove sembra convergere la prima parte del tracciato (si veda l'evidente enfatizzazione di questa continuità nella già citata pianta del Ruggieri), e tra l'antica via del Leone, essenzialmente rettilinea, con via della Ninna. Nelle piante ottocentesche che riportavano i tracciati delle antiche mura si giunse anche a ipotizzare il passaggio di una cerchia all'altezza di via della Mosca per giustificare il fatto. In realtà l'asse si era sviluppato tra la terzultima cerchia che passava lungo via dei Leoni e la penultima cerchia, quella del 1172-1175, che scendeva verso l'Arno in corrispondenza di via de' Benci e che aveva una porta maggiore proprio dove nasceva via de' Neri, detta porta a' Buoi probabilmente per un mercato del bestiame che si teneva nello spazio antistante. Da qui le mura cambiavano direzione, seguendo sostanzialmente via dei Vagellai, per poi traversare l'attuale piazza Mentana e saldarsi al castello d'Altafronte. Dobbiamo quindi ritenere che il curvare della nostra strada verso via della Mosca sia stato dovuto al naturale determinarsi di un tracciato che dall'esterno della città puntava verso l'attuale piazza Mentana, dove era uno scalo fluviale decisamente interessato da traffici e commerci.
In via de' Neri abitavano soprattutto gli operai e vi erano situati numerosi magazzini. Dopo l'inclusione nelle mura e la piena del 1333 che distrusse il porto fluviale, via de' Neri iniziò ad essere utilizzata da famiglie più abbienti, che qui eressero le loro case e palazzi come i Davanzati, i Bagnesi, i Da Diacceto, i Rustici, i Soldani, ecc., oltre ai già citati Nori.
La strada è in uno dei punti altimetricamente più bassi di Firenze, da sempre flagellata dalle inondazioni periodiche dell'Arno. Subito dopo l'angolo con via San Remigio due targhe poste a circa quattro metri di altezza ricordano la drammaticità di questi eventi: la più bassa segna con una manina scolpita il livello raggiunto dalle acque nel 1333; quella ancora più in alto ricorda l'alluvione del 1966. Una curiosità è che entrambe le lapidi riportano la data del 4 novembre.

## Descrizione
La storia di quest'area della città, eminentemente legata a manifatture e mercati, sembra essersi mantenuta nell'attuale carattere di via de' Neri, che si mostra decisamente segnato dalla presenza - cosa oramai rara nel centro storico - di trattorie, mescite di vino, botteghe di frutta e verdura, carni e alimentari, tradizionali e per lo più a conduzione familiare. Indipendentemente da questo aspetto (funzionale alle necessità di chi vive nella zona e non al turista), la strada è oltremodo viva e frequentata, anche come arteria fondamentale di collegamento tra le emergenze della piazza della Signoria e quelle della zona di Santa Croce. Per tali motivi e per la nobiltà di alcuni palazzi, torri e case che ne segnano il tracciato (alcuni dichiarati monumento nazionale), la strada è da considerare di notevole interesse storico e artistico.

### Edifici
| Immagine | N°              | Nome                             | Descrizione |
| -------- | --------------- | -------------------------------- | --- |
|          | s.n.            | Casa Rossi                       | La casa, situata in prossimità di quella che era la porta a' Buoi della seconda cerchia di mura comunali, gode di una invidiabile posizione che l'apre alla luce e alla veduta del corso dei Tintori: l'ubicazione lascia intendere quanto antica possa essere la primitiva fondazione, di cui tuttavia non sembra rimanere oggi nessuna traccia. Segnata sul fronte che guarda a via de' Benci da un ampio balcone, si presenta infatti come di pretto gusto ottocentesco. La soprelevazione del quarto piano e la costruzione del volume sopra al tetto, con l'ampia finestratura, sono ascrivibili al periodo 1832-1849, quando l'edificio era proprietà della famiglia Rossi. Su via de' Neri si trova un pietrino coi simboli della Passione, relativo al convento del Portico. |
|          | 1               | Palazzo Mellini                  | Il palazzo presenta linee semplici e misurate, proprie dell'architettura fiorentina del tardo Quattrocento, con sporti su mensole di pietra nell'affaccio su via dei Vagellai e con un cortile sempre quattrocentesco: nel suo insieme, anche per il buono stato di conservazione che tuttavia comunica l'età e la storia dell'edificio, è sicuramente da indicare tra le più belle e nobili fabbriche della zona. Anticamente erano in questo luogo alcune case dei da Castiglionchio (qui tra l'altro abitò il letterato Lapo da Castiglionchio) che vennero vendute nel 1439 ai Nori. Da questi, dopo il 1480, acquistarono i Mellini, ai quali si deve l'edificazione dell'attuale palazzo. Nel Seicento l'edificio passò alla famiglia dei della Vecchia che, nel 1616, lo lasciò alla Compagnia del Tempio. |
| Sporti   | 4               | Palazzo Grifoni-Libri            | Il grande edificio presenta caratteri che ne fanno risalire l'edificazione tra la fine del Trecento e i primi del Quattrocento, quando formava un'unica fabbrica con il palazzo Nori al n. 6, apparendo decisamente rappresentativo di quello che Walther Limburger definiva "stile di transizione". Già dei Rustici e dei Davanzati, è stato (oramai separato dal precedente e a partire dalla metà del Cinquecento) a lungo della famiglia Grifoni, che a metà Settecento ne condivideva in parte la proprietà con quella dei Libri. |
|          | 6               | Palazzo Nori                     | La fabbrica, di notevole estensione, presenta caratteri che consentono di ricondurne l'edificazione tra la fine del Trecento e i primi del Quattrocento, quando formava un unico corpo con l'altrettanto notevole edificio contiguo del palazzo Grifoni-Libri. Già reputato di proprietà della famiglia Rustici, fu poi dei Davanzati, quindi, nel 1450, diviso tra questi, i Capponi e i Rucellai. Nel 1469, con altre case e una piazzola interna, passò alla famiglia Nori, nella persona di quel Francesco Nori che, facendo scudo col proprio corpo a Lorenzo de' Medici, lo salvò dalla congiura ordita dai Pazzi il 26 aprile 1478. Il paramento esterno presenta il bugnato al pian terreno, dove si aprono ampi portali per fondaci (ancora oggi occupati da negozi), mentre i piani superiori hanno grosse bozze regolari in pietraforte, dove si aprivano delle monofore (oggi tamponate e sostituite da finestre rettangolari, ma ancora vibibili), con cornici marcapiano. La presenza di tre piani è un indizio della struttura medievale, derivato dallo sviluppo verticale delle case-torri e dei palagi prima della standardizzazione verso i canonici due piani. Sull'angolo di via de' Rustici è un bellissimo scudo con l'arme tradizionalmente interpretata come dei Rustici. |
|          | 9               | Casa                             | Questa casa, di due assi su quattro piani (l'ultimo sicuramente frutto di una sopraelevazione successiva), dovette condividere una parte di storia costruttiva con l'edificio attiguo al n. 11, presentando un portale gemello a quello dell'altro edificio, incorniciato da severe bugne di pietra. Particolare interesse riveste la presenza, sul portale stesso, della traccia a rilievo del n. 70, che è relativo all'antica numerazione preunitaria cittadina. Tali numeri, componenti la prima sistematica numerazione civica cittadina (1809), vennero assegnati a ciascun edificio (indipendentemente da quanti ingressi avesse) a partire da palazzo Vecchio (n. 1) in maniera indicativamente a spirale, fino a una palazzina in via de' Benci (n. 8028). Il numero 70 assegnato a questo edificio è stato tra l'altro confermato da uno studio fatto presso l'Archivio storico del Comune di Firenze, teso a ricostruire le corrispondenze di quell'antico sistema con quello odierno, permettendo di inquadrare correttamente documenti archivistici come il censimento napoleonico. In tale documento si legge infatti che qui viveva Teresa Comparini, vedova di Francesco Maffei, con una serva e col marito di essa, di professione archivista.                                    |
|          | 11              | Casa de' Bagnesi                 | Così Marcello Jacorossi (Palazzi 1972): "Antico palazzetto, purtroppo ridotto a carattere moderno. Fu uno dei più antichi possessi dei Bagnesi, che qui avevano il loro ceppo. Sulla porta, un complicato stemma moderno dei Bagnesi". Lo stemma oggi non è più presente, per quanto sul portone resti traccia degli arpioni che lo sostenevano. Oltre l'androne (si noti la bella porta chiodata con anelli) si accede ad un contenuto cortile segnato da due colonne ioniche, attualmente coperto. Nell'ambiente che oggi si apre sulla via ad uso di esercizio commerciale sono vari peducci scolpiti di buona qualità. Nella parte destra del palazzetto si vedono i resti della torre dei Bagnesi. |
|          | 25r             | Torre de' Bagnesi                | Si tratta dei resti di un fabbricato, ora inglobati nell'edificio segnato con il n. 11, consistenti in una porta alta e stretta sormontata da un architrave monolitico con ghiera archiacuta (affiancata da un ampio arco fra pilastri di pietra concia), che la letteratura identifica con quelli della trecentesca torre della famiglia dei Bagnesi. Questi, in effetti, avevano le loro case nel quartiere di San Pier Scheraggio, comprendente anche l'attuale via de' Neri. Accanto, i resti di un grande arco, oltre a uno stemma Niccolini con una lapide datata 1612. |
|          | 15              | Casa de' Bagnesi                 | Di scarso interesse architettonico per quanto concerne l'attuale disegno del prospetto, l'edificio sorge su antiche proprietà della famiglia Bagnesi, le cui case sono documentate in vari punti dell'area, tanto che nella Firenze medioevale il nome della famiglia era stato conferito a quella che è l'odierna via della Mosca. Oggi l'edificio è da segnalare unicamente per la presenza sul fronte di un tondo dipinto con il busto di san Filippo Neri, che la letteratura giustifica con l'errata identificazione della casa con quella che vide nascere il santo (piuttosto in via de' Serragli 104). In realtà fu questa la casa di suor Maria di Carlo Bagnesi, monaca del monastero di Santa Maria Maddalena de' Pazzi, al quale la proprietà passò nel 1575. |
|          | 17              | Casa de' Neri                    | Si tratta di una casa corte medioevale ridisegnata nel tardo Quattrocento, semplice ma di notevole carattere nel restituire con immediatezza le modalità delle trasformazioni subite. Sviluppata su tre piani per due soli assi, presenta in alto una breve loggia oggi tamponata, protetta da un tetto in forte aggetto. Il tutto gratificato da uno stato di conservazione che dice della cura degli attuali proprietari. Sul fronte è uno scudo con le stelle proprie dell'arme della famiglia Neri. |
|          | 34r- 36r- 38r   | Casa della Chiesa di San Remigio | Il basso edificio è documentato fin dall'antico come proprietà della vicina chiesa di San Remigio, con accesso principale da via de' Rustici 1. Sul fianco di questa via è un tabernacolo con un bassorilievo in stucco raffigurante la Madonna col Bambino, restaurato nel 2001. |
|          | 8               | Casa della Chiesa di San Remigio | Come i bassi edifici adiacenti, anche questo è riconducibile alle proprietà della vicina chiesa di San Remigio. Sulla volta dell'esercizio commerciale che si apre sulla via al 38r, un tempo stalla e rimessa, è una memoria in marmo che ricorda come Francesco Falconcini, priore della chiesa, avesse fatto nel 1594 la volta stessa e restaurato "tutta la casa e tutte l'altre di detta chiesa". |
|          | s.n.            | Palazzo Soldani                  | Il palazzo, di solido impianto trecentesco, presenta ampie arcate a piano terreno che segnano sia i fronti. Da tempo remoto appartenuto alla famiglia Soldani, nel 1437 ospitò uno dei primi Monti di Pietà per i prestiti agli indigenti. Tra gli episodi legati alla storia più recente si segnala l'integrale restauro della facciata nel 1908, che su via della Mosca ha previsto l'ampliamento, seppure in pietra artificiale su laterizio, del parato a bugnato che, probabilmente, si estendeva originariamente su questo lato per una porzione molto più limitata. Nell'ampio androne sono state riportate a vista, in un più recente intervento, due pilastri trecenteschi. Sul fronte, tra il primo e il secondo ricorso, è uno scudo con l'arme della famiglia Soldani di Santa Croce, del gonfalone Lion nero. Il palazzo appare nell'elenco redatto nel 1901 dalla Direzione Generale delle Antichità e Belle Arti, quale edificio monumentale da considerare patrimonio artistico nazionale. |
|          | 10              | Casa                             | Anche se con le cornici delle finestre ridisegnate (per luce e cornice), la casa denota, con il netto prevalere dei pieni suoi vuoti, il carattere di un edificio medioevale, e l'antica fondazione è confermata dalla porzione inferiore della cantonata, con blocchi di pietra concia e tracce di ferri da cavallo. Su via San Remigio, oltre ad altre porzioni in pietra che rendono il disegno degli antichi fornici terreni, è una preziosa reliquia. Si tratta di una targa marmorea sormontata da una croce e datata al 4 novembre del 1333, con incisa una mano il cui indice segna il livello raggiunto dalle acque in occasione della disastrosa alluvione di quell'anno. Circa trenta centimetri sopra è un altro traguardo di marmo a segnare il livello dell'alluvione del 4 novembre 1966. |
|          | 14              | Palazzina                        | Si tratta di una palazzina con la facciata di impianto quattro cinquecentesco, anche se modificata e soprelevata tra Ottocento e Novecento. Il portone è segnato da uno stemma abraso e oramai illeggibile. |
|          | 25              | Palazzo Bagnesi                  | Di carattere rinascimentale, presumibilmente riferibile al pieno Cinquecento fu anticamente dei Bagnesi e nel 1635 passò, estintosi questo ramo della casata, ai Bagnesi di Modena che, da un Bellincione Bagnesi, avevano preso appunto il cognome di Bellincioni. Questi lo tennero fino al 1808, quando la proprietà passò ai Falconcini di Volterra (Falconieri), per diventare poi sede della Società del Gas, oggi degli uffici di Toscana Energia. Alla sua funzione di ufficio pubblico si devono i restauri che ne hanno in buona parte conservato l'antico carattere, mettendo in rilievo i vari elementi di pregio degli interni. Il palazzo appare nell'elenco redatto nel 1901 dalla Direzione Generale delle Antichità e Belle Arti, quale edificio monumentale da considerare patrimonio artistico nazionale. |
|          | 32              | Casa                             | Apparentemente è una delle molte case della zona che, di antica fondazione, ha avuto la facciata riconfigurata nell'Ottocento e quindi soprelevata. Tuttavia la manutenzione degli intonaci e la cura di chi vi lavora e vi vive la vedono contribuire positivamente, nella sua modestia, all'immagine della via. Al terreno, uno degli accessi ai due esercizi commerciali ha l'arco arricchito da una insegna marmorea di fine Ottocento con la scritta "Macelleria" (pertinente e riposizionata nel 1999). E qui ancora è l'antica macelleria Anzuini e Massi, erede del negozio aperto alla fine dell'Ottocento, a pieno diritto inserita nell'elenco degli esercizi storici fiorentini sia per la sua tradizione sia per aver conservato e valorizzato gli arredi interni, con il bel bancone e le pareti di marmo. |
|          | 33              | Palazzo Fagni-Da Diacceto        | Costruito nella prima metà del XIV secolo, nel periodo delle ristrutturazioni cittadine ad opera di Arnolfo di Cambio, è un tipico esempio della nuova tipologia abitativa che si andava diffondendo tra le ricche famiglie mercantili e che andò a sostituire le case-torri. In origine fu proprietà dei Fagni (che avevano anche una torre contigua), quindi, dal 1469, dei Cattani da Diacceto: a questo ramo appartennero il letterato e filosofo Francesco di Zanobi e Jacopo di Francesco, decapitato nel 1522 per aver congiurato contro il cardinale Giulio de' Medici. Estintasi la famiglia a Roma nel 1708 la proprietà passò alla Compagnia di Santa Maria Maddalena e di San Francesco, che si radunava nei chiostri di Santa Croce. Il palazzo appare nell'elenco redatto nel 1901 dalla Direzione Generale delle Antichità e Belle Arti, quale edificio monumentale da considerare patrimonio artistico nazionale. |
|          | 86r-88r-90r-92r | Torre dei Filipetri              | Ben visibile nella veduta prospettica di Stefano Bonsignori del 1584, l'edificio è da identificare con la torre trecentesca della famiglia dei mercanti Filipetri, un ramo della quale furono i Talani che qui ebbero le loro case. In possesso di questi ultimi fino all'estinzione del casato, nel 1671, pervenne allo Spedale di Santa Maria Nuova. È da considerare un notevole esempio delle costruzioni fiorentine del tempo, nonostante le necessità abitative abbiano comportato l'apertura, nel muro a filaretto, di molte finestre. |
|          | s.n.            | Loggia del Grano                 | Fatta edificare nel 1619 da Cosimo II de' Medici sul luogo deputato al mercato del grano sin dal 1380, quando Orsanmichele (la vecchia loggia del grano) venne trasformata in chiesa. All'angolo una fontana presenta un mascherone scolpito da Cosimo Fancelli. Dopo il 1690 la loggia perse il suo ruolo in favore del nuovo Granaio dell'Abbondanza in Oltrarno, e da allora subì spesso trasformazioni e cambi di uso. |

### Lapidi
Al n. 1, su palazzo Mellini, si trova un ricordo di Giuseppe Barellai:
| A GIUSEPPE BARELLAI SOLDATO DELL'INDIPENDENZA ITALIANA MAESTRO VALENTE NELL'ARTE DELLA MEDICINA IN QUELLA DELLA CARITÀ VALENTISSIMO FONDATORE DEGLI OSPIZI MARINI QUI MORTO IL III DICEMBRE MDCCCLXXXIV IL COMUNE DI FIRENZE VOLLE CHE SI PONESSE QUESTA MEMORIA DI GRATITUDINE |

Al n. 9 è stata collocata nel 2023 una lapide al politico Luciano Bausi:
| QUI NACQUE E VISSE LUCIANO BAUSI 1921 - 1995 SINDACO DI FIRENZE E SENATORE DELLA REPUBBLICA ITALIANA IL COMUNE DI FIRENZE E LA FAMIGLIA POSERO NEL CENTENARIO DELLA NASCITA |

Al n. 11, sui resti della torre dei Bagnesi e sotto uno stemma Niccolini:
| IOANNES NICOLINVS ANGELI CARD: F · DOMVM HANC LEGAVIT FRATRIBVS S.TÆ CRVCIS PRO DOTE CAPPELLÆ A SE CONSTRVCTÆ FRANC · S ABB · V · S · REFER · S ET PHILIPPVS FF · CONSIGNARVNT DIE XXV · MEN · IVN · ANNO D · MDCXII · |

Traduzione: "Giovanni Niccolini figlio del cardinale Agnolo donò questa casa ai frati di Santa Croce come dotazione per la cappella da lui costruita. Referenti Francesco, abate venerabile e santo, e Filippo, frate, confermarono. Il giorno 25 del mese di giugno, nell'anno del Signore 1612".
Al n. 8, dentro un esercizio commerciale (38 rosso):
| M · FRANCESCO FAL CONCINI NOBILE DI VOLETRRA PROTO NOT APOST · E PRIO RE DELLA CHIESA DI S REMIGIO FECE FARE QUESTA VOLTA L'AN NO 1594 E RISTAVRO TVTTA LA CASA E TVTTE L'ALTRE DI DETTA CHIESA · |

Un'altra lapide è dentro la Loggia del Grano, con le insegne dei Capitani di Torre (che soprintendevano al mercato dei cereali), del giglio fiorentino e della croce del Popolo.
| P PARTE DELLI SPETTABILI SIGRI O TTO DI BALIA DELLA CITA DI FI RENZE SI PROIBISCE CHE SOTO LA LOGIA DELLA PIAZA DEL GRAИO E ATORИO A DETA PA ИOИ SI POSA FARE SPORCITIE DI SORTE ALCVИ A A BRACIA X SOTO PEИA DI Δ X E T RATI 2 DI FVИE ИEMEИO GIOCA RE LA PALA ИE A QVASIVOGLIA ALTRO GVOCO SOTO LE MED ESIME PEИE COИTRAFCEИDO |

Traslitterando in italiano corrente: "Per parte degli spettabili Signori Otto di Balia della città di Firenze si proibisce che sotto la loggia della piazza del Grano né attorno a detta piazza si possa fare sporcizie di sorte alcuna a braccia dieci sotto pena di scudi dieci e due tratti di fune; nemmeno giocare alla palla o a qualsivoglia altro gioco sotto le medesime pene contraffacendo".
Poco distante si trova una lapide medesima, con pure lo stemma dei Capitani di Torre, tra della Parte Guelfa e dello staio colmo di grano.
| P PARTE DELLI SPETTABILI SIGRI OT DI BALIA DELLA CITTÀ DI FIRENZ SI PROIBISCE CHE SOTTO LA LOGIA DELLA PIAZA DEL GRANO NE ATORN A DETA P· NO SI POSSA FARE SPORCI ZE DI SORTE ALCVNA A BRACIA X · SOTTO PENA DI · ΔDI · X E TRATI · 2 · DI FVNE NE MENO GOCARSI SOTT LE MEDESIME PENE CONTRAFACEND |

La traslietterazione è: "Per parte degli spettabili Signori Otto di Balia della città di Firenze, si proibisce che sotto la loggia della piazza del grano, né attorno a datte piazza, non si possa fare sporcizie di sorte alcuna a braccia dieci sotto pena di scudi dieci e dtratti due di fune; nemmeno giocarsi, sotto le medesime pene".

### Tabernacoli

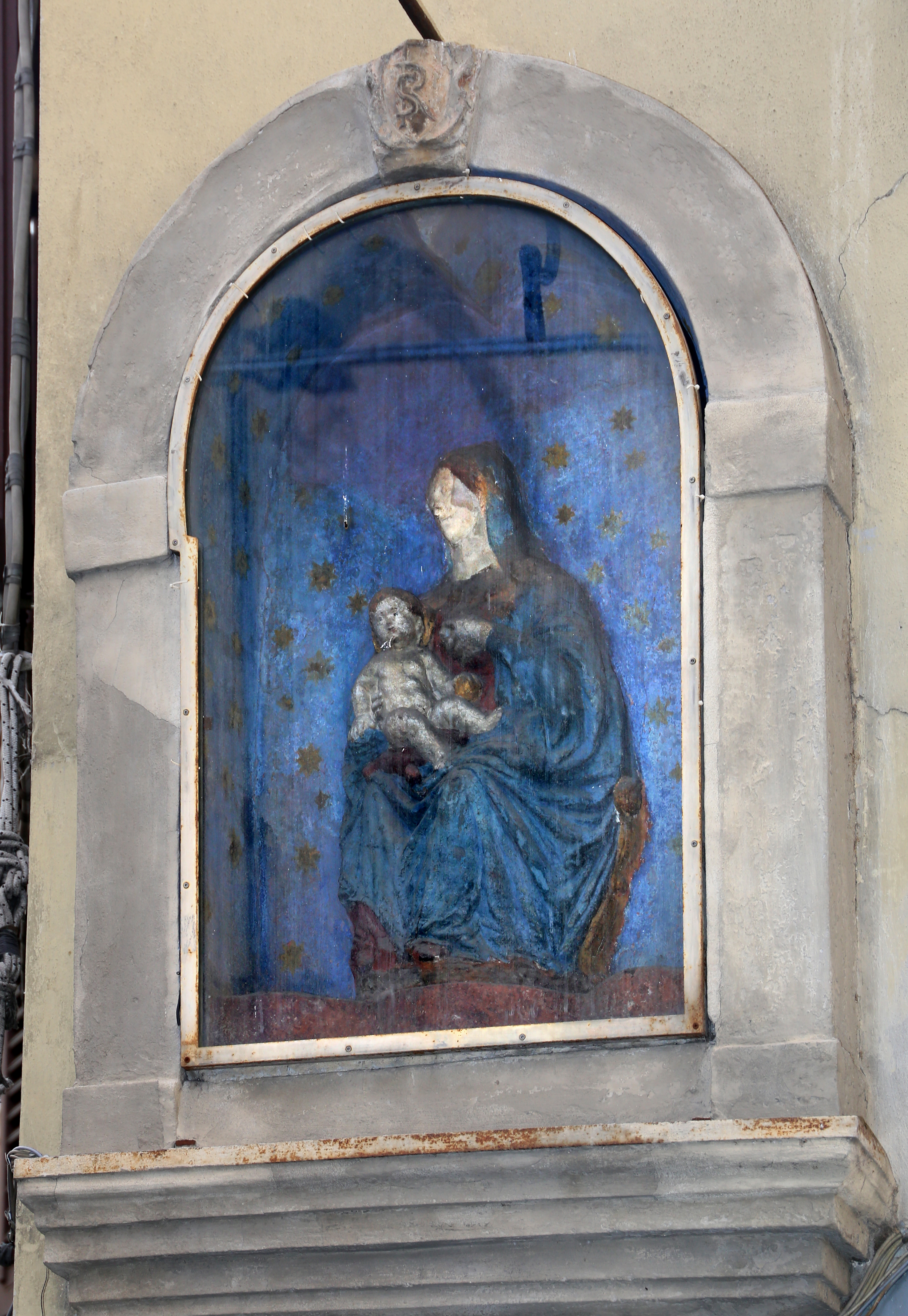
Il tabernacolo davanti a via dei Rustici

All'angolo di via de' Neri con via dei Rustici, in una edicola con arco a tutto sesto con il monogramma della chiesa di San Remigio sulla chiava dell'arco, si trova un bassorilievo in stucco policromo, opera derivata da un prototipo fiorentino del XV secolo (forse della bottega dei fratelli Benedetto e Giuliano da Maiano), riproducente la Madonna del latte: la Vergine è infatti ritratta nell'atto di porgere la mammella al piccolo Gesù che, tutto nudo, sulle ginocchia della Madre, sta per essere allattato. Nel repertorio Bargellini-Guarnieri lo si ricorda come "fatiscente", con una foto che mostra uno sportello ligneo in cattive condizioni (oggi sostituito da uno in vetro); del vecchio sportello tuttavia, non privo di decorazioni di gusto che si dice "seicentesco" (ma forse più verosimilmente settecentesco), si son perse le tracce.
Un altro tabernacolo si trova subito svoltato l'angolo con via dell'Osteria del Guanto. Raffigura una Madonna col Bambino e angeli ad altorilievo stiacciato in stile quattrocentesco, da un modello di Antonio Rossellino.
Nel Museo della Misericordia di piazza Duomo si conserva una Madonna col Bambino a rilievo con forma centiana, derivante da un modello di Gregorio di Lorenzo e che si dice proveniente da via de' Neri.

Il tabernacolo di via dei Rustici angolo via dei Neri prima dei restauri (1987 circa)
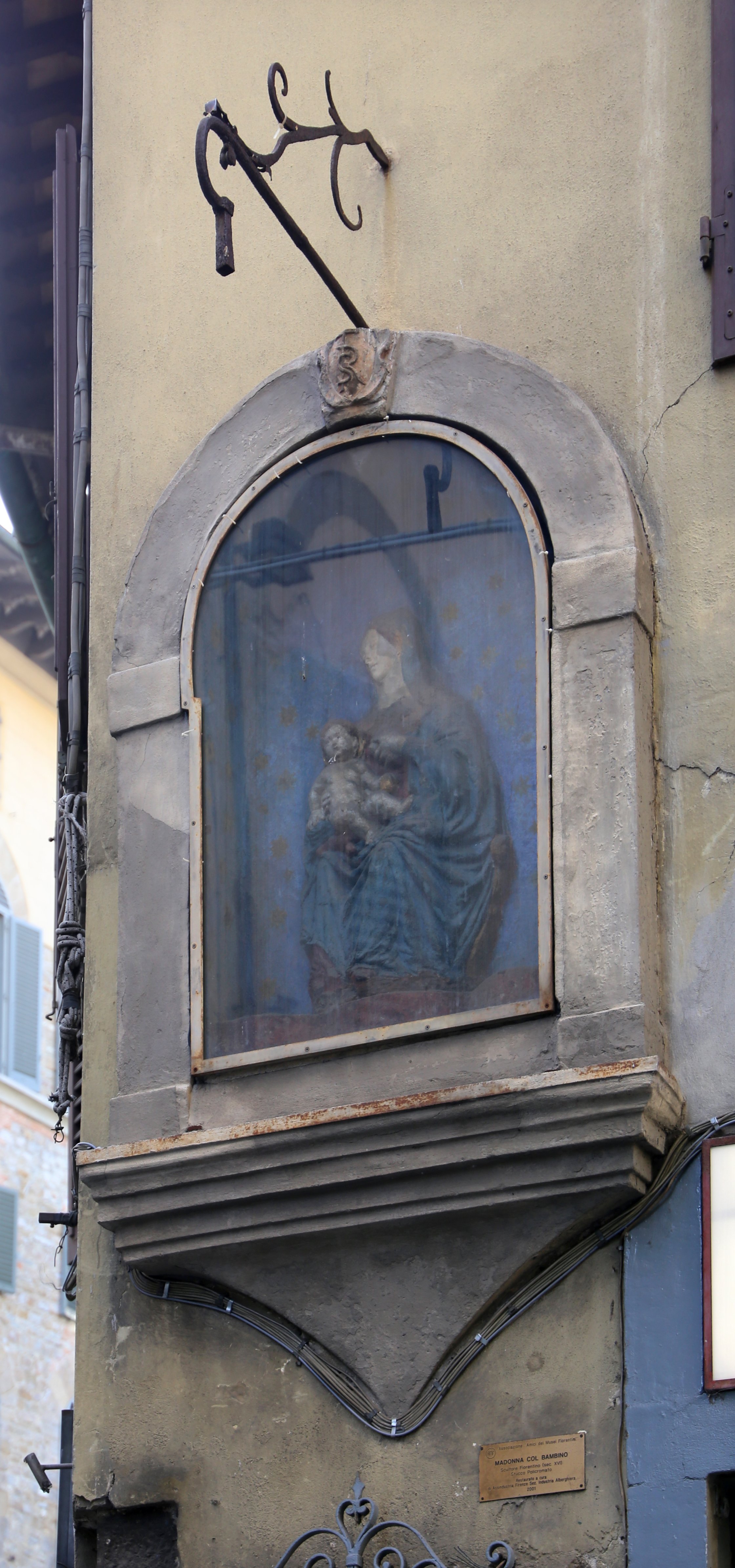
Il tabernacolo di via dei Rustici angolo via dei Neri dopo i restauri (2021)
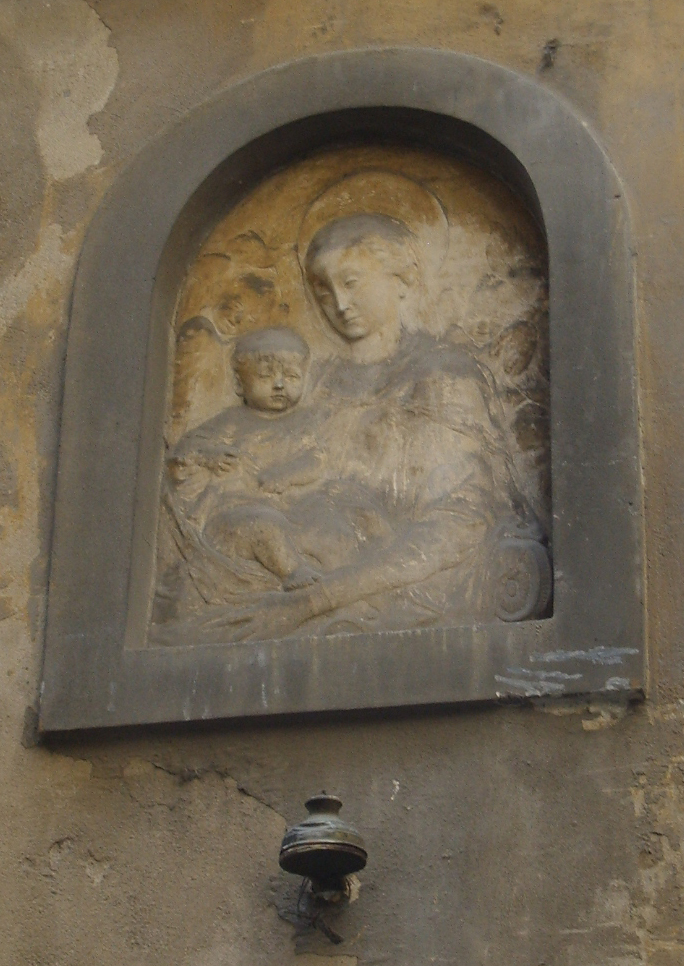
Tabernacolo in angolo con via dell'Osteria del Guanto
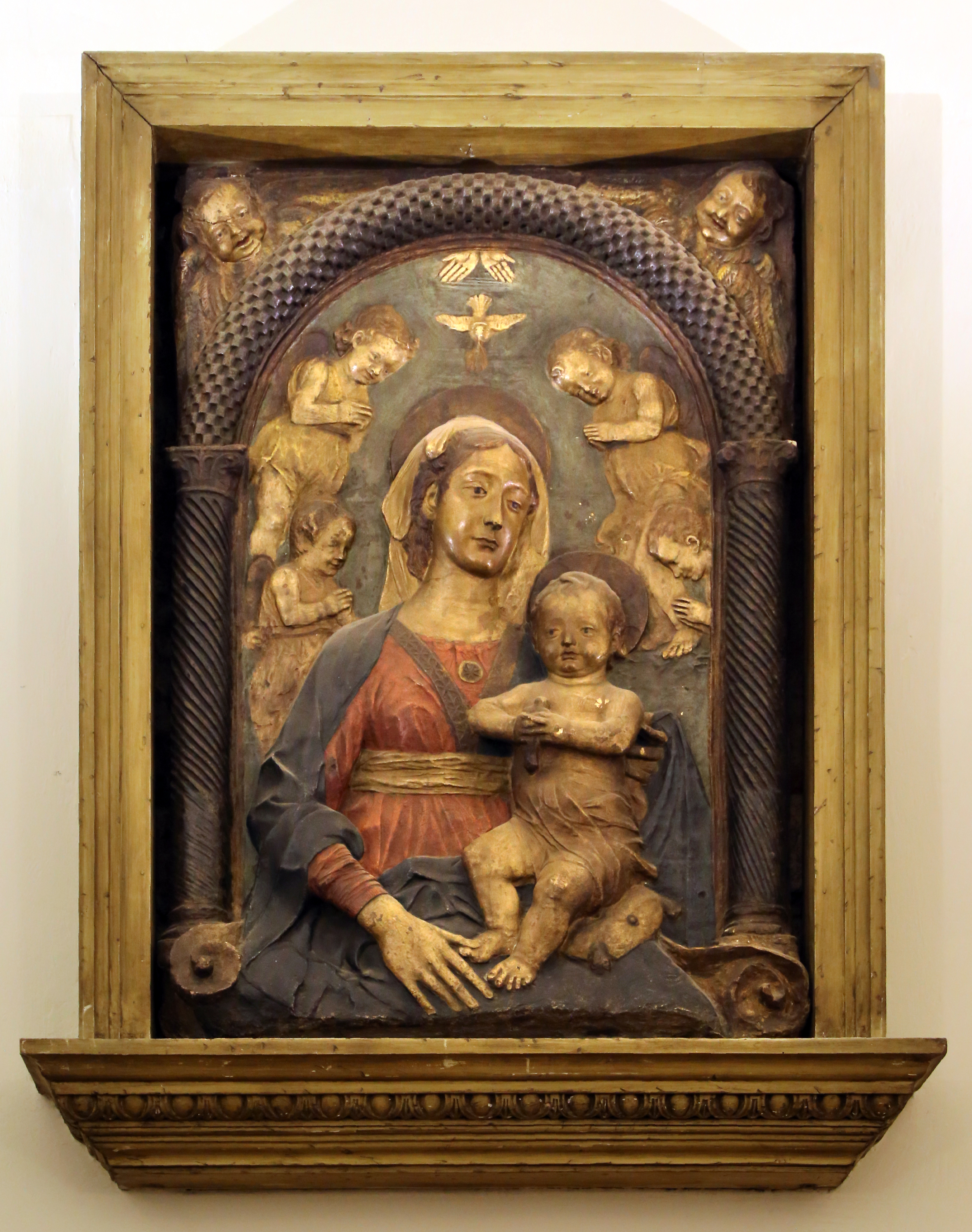
Tabernacolo nel Museo della Misericordia di Firenze